# Zephyranthes fosteri
Zephyranthes fosteri är en amaryllisväxtart som beskrevs av Hamilton Paul Traub. Zephyranthes fosteri ingår i släktet Zephyranthes och familjen amaryllisväxter. Inga underarter finns listade i Catalogue of Life.